# Santa Maria de Arnoso
Santa Maria de Arnoso is een plaats (freguesia) in de Portugese gemeente Vila Nova de Famalicão en telt 1824 inwoners (2001).